# Польские части в России (1914—1920)
Польские части в России (1914—1920) (пол. Wojsko Polskie na Wschodzie (1914–1920)) — воинские формирования в русской армии в период Первой мировой войны и в армиях периода Гражданской войны в России, укомплектованные подданными России или Австро-Венгрии польского происхождения.

## Польские легионы в России

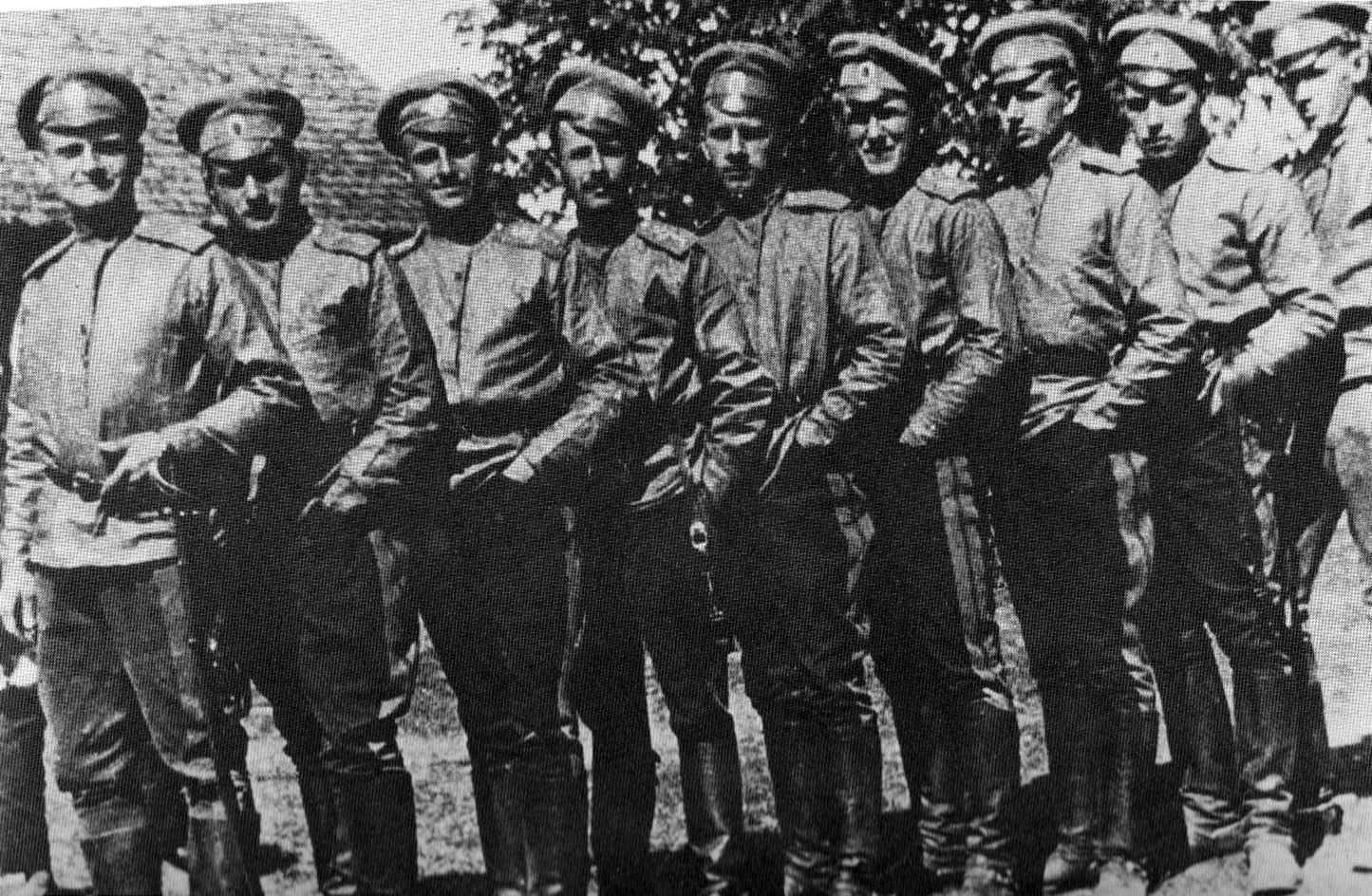
Офицеры 1-го польского (Пулавского) легиона.

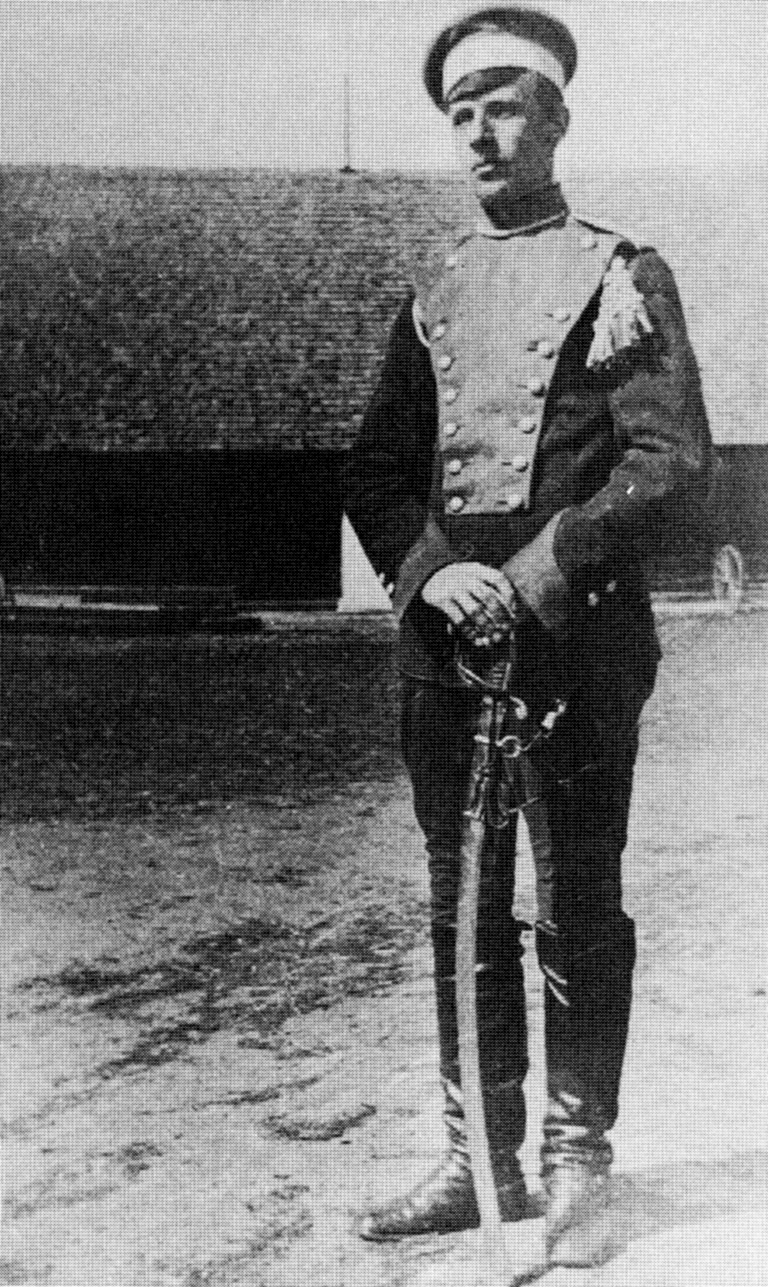
Улан 739-й Новоалександрийской дружины (1-го польского легиона).

С началом Первой мировой войны в августе 1914 года среди польской молодежи, интеллигенции и чиновников Царства Польского появилась идея создания польских формирований.

«таким образом и дать ему такое название, чтобы он мог послужить действительно магнитом и приманкой для австрийских поляков. В этом отношении самым подходящим было бы название отряда «Польский Легион». Сама молва пограничного народонаселения, что среди них находится польский легион, который, наверное, вырастет в их глазах в многотысячную армию – и будет достаточной рекламой, чтобы австрийские поляки, переходя границу на бой — переходили её только с одной целью: присоединиться к моему отряду»— Докладная записка варшавского дворянина Г. И. Сосновского Верховному Главнокомандующему Великому Князю Николаю Николаевичу
Сложившиеся условия, однако, не позволяли действовать очень активно по созданию отдельных польских формирований. Поэтому вначале пришлось ограничиться созданием добровольческих партизанских подразделений.
Одобрение российских властей получила лишь инициатива Витольда Остои-Горчиньского. В телеграмме от 18 октября 1914 года начальник штаба Верховного Главнокомандующего генерал Николай Янушкевич выразил согласие на сформирование польских подразделений. Горчиньский начал действовать в Брест-Литовске и в Холме и продолжил в Новой Александрии, где возник «Пулавский легион». Поток добровольцев позволил начать формирование в Люблине второго подразделения, названного «Люблинский легион», а также двух уланских эскадронов. Официально эти формирования носили название «Польские легионы».
Руководство всеми этими формированиями было доверено командованию 104-й бригады Государственного ополчения во главе с генералом П. Шимановским. В связи с этим Пулавский легион был переименован в 739-ю Новоалександрийскую дружину, Люблинский легион в 740-ю Люблинскую дружину, оба эскадрона соответственно в 115-ю и 116-ю конные сотни. 20 июня 1915 года бригада была расформирована, а стрелков Люблинской дружины начали использовать в качестве пополнения рядов воюющей Новоалександрийской дружины.
Осенью 1915 года были предприняты усилия по преобразованию легионов в более крупное польское военное формирование. Полковник Ян Жондковский и адъютант императора ротмистр граф Адам Замойский получили согласие Николая II, чтобы остатки легиона (в строю оставалось всего 7 офицеров и 105 рядовых, остальные погибли или были тяжело ранены) были переведены в Бобруйск и началось укрупнение польских войсковых формирований. Уцелевшие воины Пулавского легиона и солдаты 740-й Люблинской дружины стали ядром Польской стрелковой бригады.

## Польские стрелки

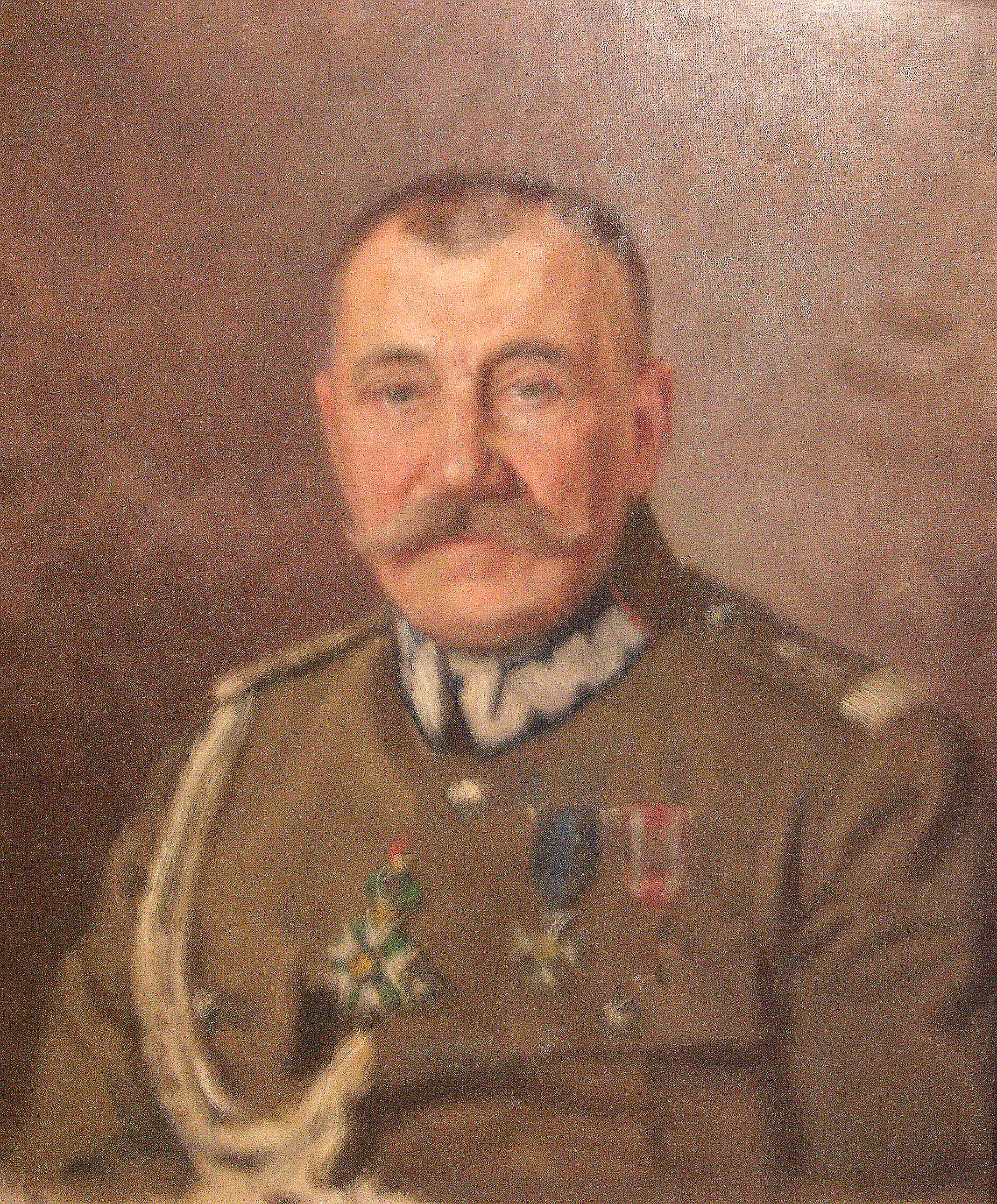
Ян Жондковский

Дискуссии относительно автономии Польши способствовали формированию добровольческих отрядов в составе российской армии.
Инициатива генерала П. Шимановского, полковника Жондковского и ротмистра Замойского привела к тому, что начальник штаба Ставки Верховного главнокомандующего генерал М. Алексеев издал распоряжение о создании Польской стрелковой бригады, формирование которой началось в Бобруйске. Командование бригадой было поручено Шимановскому. Начальником штаба был назначен капитан Жилинский. Вскоре к бригаде присоединили уланский дивизион и взвод сапёров.
Бригада, несмотря на своё наименование, была естественно в подчинении российского командования. Делопроизводство велось на русском языке, а команды в бою отдавались на польском. В рядах бригады было более 8 000 солдат, почти исключительно поляки.
Дальнейшее развитие польских формирований стало возможным благодаря императорскому «Рождественскому приказу по армии и флоту» 1916 года. Горячим сторонником создания польских частей был командующий Юго-Западного фронта генерал А. Брусилов. По его предложению 24 января 1917 года начальник штаба Ставки разрешил на базе бригады формирование Польской стрелковой дивизии (собственно процесс формирования дивизии, состоявшей из 4 полков, дивизиона улан, сапёрной роты, начался 8 февраля 1917 года).

## Польские корпуса
Новый период в истории создания польских формирований в России наступил после Февральской революции 1917 года. Существенные мобилизационные возможности в силу большого количества поляков, служащих в русской армии, позволяли надеяться, что удастся создать крупные части. В мобилизационных оценках также принимались во внимание поляки, живущие на территории России, годные к несению службы, и около 100 000 мужчин польского происхождения в лагерях военнопленных.
Предполагалось сформировать 3 корпуса: 1-й Польский корпус генерала Довбор-Мусницкого, организуемый в Белоруссии, 2-й Польский корпус генерала Станкевича, формируемый в Бессарабии, и 3-й Польский корпус генерала Эугениуша де Хеннинг-Михаэлиса, формируемый на Украине.
В период Временного правительства в России польские воинские подразделения рассматривались как составная часть русской армии. С приходом к власти большевиков эта концепция существенно изменилась. Польские части по отношению к русской армии должны были быть формально нейтральными, а по отношению к армиям стран Антанты как союзническая вооруженная сила. Такой подход предполагалось реализовать без согласования с большевистскими властями.
Формирование 2-го и 3-го Польских корпусов началось в конце ноября 1917 года. Происходило это в очень сложных условиях революционных событий и борьбы за власть в руководстве Румынского фронта, служившего источником солдат для 2-го Польского корпуса, и в частях Юго-Западного фронта, который поставлял пополнения для 3-го Польского корпуса. Приток добровольцев был очень ограничен.
Наиболее успешно шло формирование 1-го Польского корпуса. В середине января 1918 года его численность достигла 29 000 солдат — почти половину от штатных 67 790 человек.
В состав 1-го Польского корпуса входили: 1-я Польская стрелковая дивизия генерала Густава Остаповича, 2-я Польская стрелковая дивизия  генерала Юзефа Шамоты, 3-я Польская стрелковая дивизия генерала Юзефа Лесневского, 1-й Креховецкий полк улан полковника Болеслава Мостицкого, 2-й полк улан полковника Стефана Сушинского, 3-й полк улан полковника Зигмунта Лэмпицкого, 1-я артиллерийская бригада полковника Казимежа Плавского, 2-я артиллерийская бригада полковника Тадеуша Ястшемского, дивизион тяжелой артиллерии полковника Эдварда Малевича, гаубичный дивизион полковника Эугениуша Родзевича, 1-й инженерный полк подполковника Болеслава Яжвинского, запасная бригада генерала Юзефа Павловского и несколько десятков тыловых подразделений и предприятий. Корпус предназначался исключительно для действий против немецких и австро-венгерских войск. Организационная структура была по типу частей русской армии, а Главный польский военный комитет представлял собой политическую власть.
Организационные работы затруднялись ростом революционных течений в самом корпусе, особенно в запасном полку, расквартированном в Белгороде.
Сложная военно-политическая ситуация вынудила генерала Довбор-Мусницкого пойти на сотрудничество с немецкой армией. Оно определялось соглашением от 26 февраля 1918 года, подписанным с представителями командования германских войск. Корпус выполнял функции оккупационной власти на территории ряда уездов Белоруссии. Однако после подписания мирного договора с Советской Россией Германия отказалась от дальнейшего сотрудничества, и 21 мая корпус был разоружён.
Формирование 2-го Польского корпуса формально началось 20 декабря 1917 года. Юридическим основанием стало разрешение командующего войсками Румынского фронта генерала Дмитрия Щербачева. Командиром был назначен генерал Сильвестр Станкевич. Корпус формировался в Бессарабии, главным образом в Сороках на Днестрe. К марту 1918 года в его рядах было более 4000 солдат.
6 марта в состав 2-го корпуса вошла 2-я бригада польских легионов. Это произошло перед лицом серьезной угрозы австро-венгерской армии, которая с 28 февраля 1918 года возобновила наступление на Одессу. Корпусу пришлось перегруппироваться за пределы оккупационной зоны австро-венгерских войск.
Во время марша на восток генерала Станкевича сменил полковник Юзеф Халлер. На Украине Халлеру пришлось вести тяжелые бои с различными бандформированиями. 12 апреля 1918 года польские войска были остановлены генералом Александром Осинским, руководившим главным командованием польских войск на Украине.
В ещё более трудных условиях и очень медленно формировались подразделения 3-го Польского корпуса на территории современной Украины. Добровольцы стекались на сборные пункты. Эти пункты находились Луцке, Ровно, Сарнах, Кременце, Изяславе, Коростене, Староконстантинове, Проскурове, Баре и Каменец-Подольске. Организационные мероприятия начались и в Киеве, где находился сам Михаэлис. Из добровольцев, пришедших на сборные пункты, к середине января 1918 года были созданы несколько пехотных, кавалерийских и артиллерийских подразделений, обозы и два санитарных отряда. Всего собралось около 3000 офицеров и солдат.
Надежды получить оружие со складов Юго-Западного фронта не увенчались успехом. Существенное влияние на усилия Михаэлиса оказали бои между большевиками и украинскими повстанцами. После захвата последними Киева Михаэлис вместе со своим штабом переехал в Житомир, где обеспечивал защиту польского населения на Украине. Кроме того, он распорядился сосредоточить уже организованные отряды в районе поселка Антонины и Винницы.
В марте 1918 года Михаэлис был отозван с должности командира, на его место был назначен генерал Александр Осинский. Фактически командование осуществлял капитан Пшемыслав Бартель де Вейденталь, которому было присвоено звание подполковника, и он был назначен начальником штаба корпуса.

## Разоружение польских корпусов на Украине
Изначально польские корпуса под влиянием эндеков, участвовавших в их создании и находившимся на тот момент в конфликте с Центральной Радой, не признали её III универсал, а во время войны между УНР и Советской Россией заняли нейтральное положение, но после занятия Украины немецкими и австро-венгерскими войсками начали пытаться урегулировать своё правовое положение. 4 апреля 1918 года их руководство при участии германского командования подписало с правительством Украинской Народной Республики «Условия пребывания польских войск на территории Украины», согласно которым польские части обязывались придерживаться строгого нейтралитета и передислоцироваться на Черниговщину(район Речица—Гомель—Новозыбков—Городня) для объединения с I Польским корпусом, а УНР обязалась обеспечивать подразделения всем необходимым. Армия УНР, в связи с этим, получила указ, в котором объяснялось, что польские подразделения не имеют права самовольно производить реквизиции какого-либо имущества. Несмотря на условия соглашения, реквизиции со стороны поляков продолжились и Министерство внутренних дел УНР уведомило командование корпусов о том, что в случае продолжения подобных действий «правительство Украинской республики не остановится перед полной ликвидацией польского войска на Украине».
8 апреля немцы сообщили украинским властям, что необходимо «обязательно не допустить выхода польских войск из района, в котором они расположены, ни пешком, ни по железной дороге» и предложили разоружить поляков. В связи с этим была создана специальная комиссия во главе с немецким генералом Вильгельмом Грёнером, включавшая также представителей австро-венгерского командования (майор Фляшман) и украинского Генерального штаба. Во время совещания комиссии австро-венгерским представителем было заявлено, что «ни один солдат польский не выйдет из той местности, где стоит австро-венгерское войско», кроме того комиссией были выработаны основные принципы для переговоров с руководством корпусов касательно дальнейшего пребывания польских войск на Украине: демобилизация и полное разоружение корпусов, роспуск по домам их солдат. 9 апреля глава оперативного отдела Генштаба УНР Евгений Мишковский известил командиров Польских корпусов, что вследствие политической конъюнктуры передислокация польских войск в новые районы приостановлена и предложил заключить новый договор. Дальнейшее переговоры с поляками не принесли результата, а украинскими властями было решено принять все меры для полного разоружения польских войск.
11 мая 1918 года в районе Канева 2-й польский корпус вступил в бой с окружившими его немецкими войсками, после чего был вынужден капитулировать.
По приказу австрийского командования подразделения 3-го польского корпуса были дислоцированы в районе Пикова, Янова и Хмельника и практически интернированы. Командовал этими силами, объединенными в легкую бригаду 3-го Польского корпуса, насчитывающую около 2000 штыков, полковник Юлиуш Роммель. В ночь с 9 на 10 июня 1918 года части этой бригады были разоружены.

## Польские части в Мурманске, Сибири и Одессе

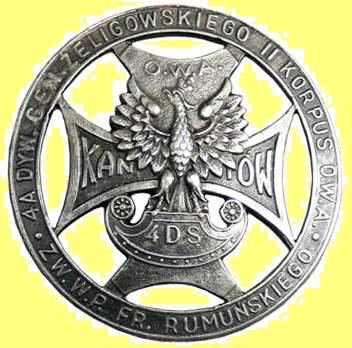
Знак 4-й польской стрелковой дивизии

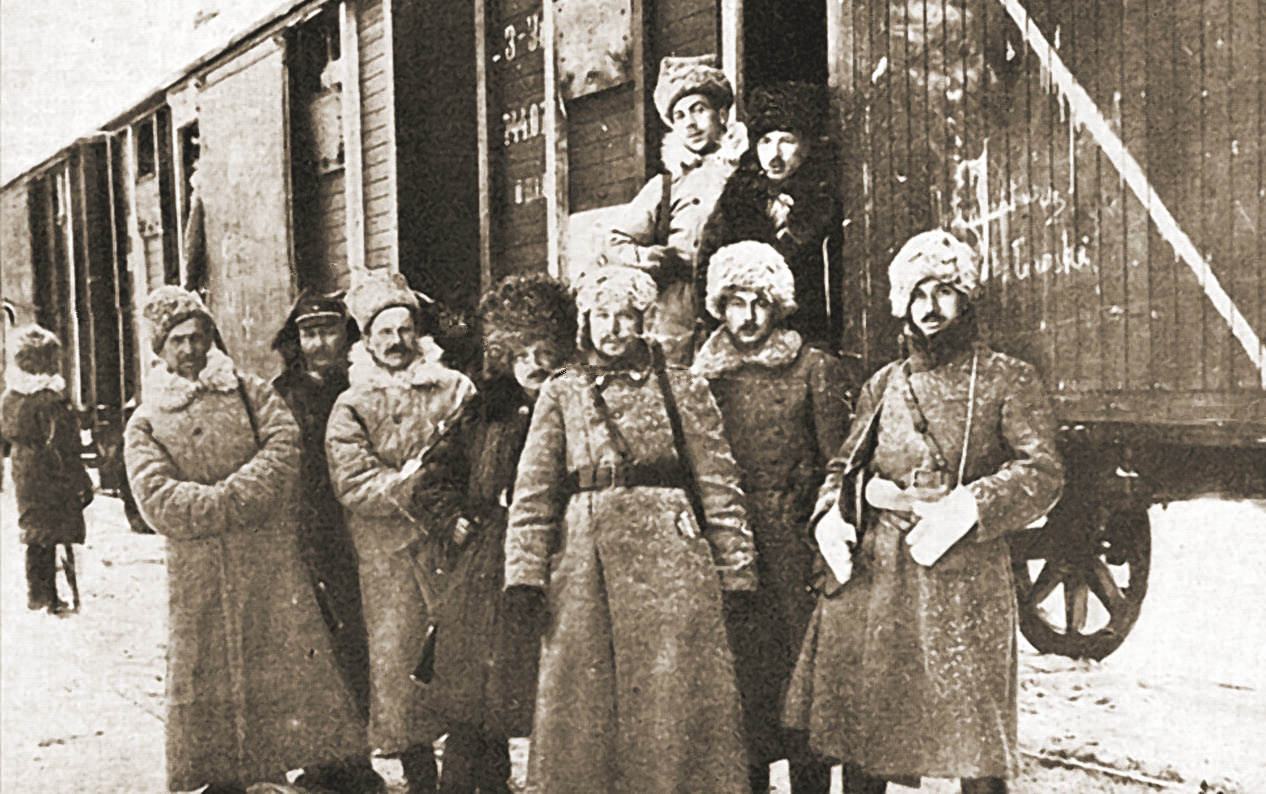
Военнослужащие 5-й польской стрелковой дивизии в Сибири, зима 1919/20 годов.

В июне 1918 года после ликвидации корпусов начался очередной этап формирования польских войск на территории России. На Кубани этим процессом руководил генерал Люциан Желиговский. Была образована Польская стрелковая бригада, переименованная вскоре в 4-ю Польскую стрелковую дивизию.
Дивизия морем была передислоцирована в Одессу и формально включена в состав Польской армии во Франции. Осенью 1918 и зимой 1919 гг. принимала участие в боях с большевиками.
Весной насчитывавшая около 4000 штыков дивизия была выведена на территорию Румынии и по железной дороге переправлена в Черновицы, где участвовала в боях против украинцев и большевиков. Затем с оружием в руках вернулась на родину и вошла в состав формирующейся 10-й пехотной дивизии Войска Польского.
В состав польской армии во Франции вошли также части, организованные полковником Валерианом Чумой в Поволжье, а затем в Сибири. Их ядром была 5-я Польская стрелковая дивизия (называемая также Сибирской дивизией) полковника Казимежа Румшы. К концу 1919 года она насчитывала 10 772 солдата, достигнув в дальнейшем численности около 16 500 человек. При отступлении дивизия была задействована в качестве арьергарда Чехословацкого корпуса. 10 января 1920 года в боях с большевиками в районе станции Клюквенная на восток от Красноярска дивизия была разгромлена.
1 июля 1920 года остатки дивизии по морю вернулись на родину. Вместе с полковником Чумой прибыли 120 офицеров 800 рядовых. Остальные польские воины, сложившие оружие и пережившие лагеря, вернулись в Польшу только в 1921 году после подписания Рижского мирного договора.
Несколькими месяцами раньше, в декабре 1919 года, также морем вернулся польский отряд с севера России. Его солдаты назывались «мурманчанами». Это подразделение, формально считавшееся выделенным из состава 5-й польской дивизии, было организовано в середине 1918 года полковником Станиславом Соллогуб-Довойно, а потом им командовал подполковник Юлиан Скоковский, его численность не превышала 400 человек.